# The Lowest
| Recensione | Giudizio |
| ---------- | -------- |
| AllMusic   |          |

The Lowest (sottotitolo: The Music of Red Callender) è un album di Red Callender, pubblicato dall'etichetta discografica MetroJazz Records nell'aprile 1959.

## Tracce

### LP
Lato A
1. Autumn in New York – 3:03 (musica: Vernon Duke) – Registrato il 30 aprile 1958 a Hollywood, California
2. Pickin', Pluckin', Whistlin' and Walkin' – 3:02 (musica: Red Callender) – Registrato il 1º maggio 1958 a Hollywood, California
3. The Lowest – 3:12 (musica: Red Callender) – Registrato il 30 aprile 1958 a Hollywood, California
4. Of Thee I Sing (Dal musical "Of Thee I Sing") – 2:43 (testo: Ira Gershwin – musica: George Gershwin) – Registrato il 1º maggio 1958 a Hollywood, California
5. Dedicated to the Blues – 3:26 (musica: Red Callender) – Registrato il 30 aprile 1958 a Hollywood, California

Lato B
1. They Can't Take That Away from Me – 4:02 (testo: Ira Gershwin – musica: George Gershwin) – Registrato il 1º maggio 1958 a Hollywood, California
2. Five-Four Blues – 3:03 (musica: Josef Myrow) – Registrato il 30 aprile 1958 a Hollywood, California
3. Tea for Two – 3:15 (testo: Irving Caesar – musica: Vincent Youmans) – Registrato il 1º maggio 1958 a Hollywood, California
4. Another Blues – 4:08 (musica: Red Callender) – Registrato il 1º maggio 1958 a Hollywood, California
5. Volume, Too – 3:25 (musica: Red Callender) – Registrato il 1º maggio 1958 a Hollywood, California
6. I'll Be Around – 2:45 (musica: Alec Wilder) – Registrato il 30 aprile 1958 a Hollywood, California

## Musicisti
Autumn in New York / The Lowest / Dedicated to the Blues / I'll Be Around
- Red Callender – tuba
- Buddy Collette – flauto
- Gerald Wilson – tromba
- Gerald Wiggins – pianoforte
- Billy Bean – chitarra
- Red Mitchell – contrabbasso
- Bill Douglass – batteria

Pickin', Pluckin', Whistlin' and Walkin'  / Of Thee I Sing / Tea for Two
- Red Callender – contrabbasso
- Buddy Collette – flauto, ottavino (brano: "Pickin', Pluckin', Whistlin' and Walkin'")
- Bill Pitman – chitarra
- Bill Douglass – batteria

They Can't Take That Away from Me /  Another Blues / Volume, Too
- Red Callender – contrabbasso
- Gerald Wilson – tromba
- John "Stream" Ewing – trombone
- Hymie Gunkler – sassofono alto
- Buddy Collette – sassofono tenore
- Martin Berman – sassofono baritono
- Eddie Beal – pianoforte
- Bill Douglass – batteria

Note aggiuntive
- Lester Krauss – foto copertina album [3]